# Sendai (tàu tuần dương Nhật)
Sendai (tiếng Nhật: 川内) là một tàu tuần dương hạng nhẹ của Hải quân Đế quốc Nhật Bản, là chiếc dẫn đầu trong lớp của nó bao gồm ba chiếc, và được đặt tên theo sông Sendai ở về phía Nam Kyūshū thuộc Nhật Bản. Nó được sử dụng rộng rãi trong Chiến tranh Thế giới thứ hai, và đã bị tàu tuần dương Mỹ đánh chìm ngày 3 tháng 11 năm 1943 trong trận chiến vịnh Nữ hoàng Augusta, tại biển Java ở tọa độ 06°10′N 154°20′Đ / 6,167°N 154,333°Đ.

## Thiết kế và chế tạo
Sendai là chiếc dẫn đầu của lớp tàu tuần dương hạng nhẹ Sendai, và giống như những chiếc cùng lớp, nó được dự định sử dụng như là soái hạm của hải đội tàu khu trục.
Sendai được đặt lườn vào ngày 16 tháng 2 năm 1922. Nó được hạ thủy vào ngày 30 tháng 10 năm 1923 và hoàn tất tại xưởng tàu của Mitsubishi tại Nagasaki vào ngày 29 tháng 4 năm 1924.

## Lịch sử hoạt động

### Các hoạt động ban đầu
Ban đầu Sendai được phân công tuần tra sông Dương Tử thuộc Trung Quốc. Nó đóng một vai trò quan trọng trong trận Thượng Hải vào giai đoạn mở đầu của cuộc Chiến tranh Trung-Nhật, rồi sau đó hỗ trợ cho các cuộc đổ bộ lực lượng Nhật Bản tại phía Nam Trung Quốc.

### Chinh phục Đông Nam Á
Ngày 20 tháng 11 năm 1941, Sendai trở thành soái hạm của Hải đội Khu trục 3 dưới quyền chỉ huy của Chuẩn Đô đốc Shintaro Hashimoto.
Vào lúc xảy ra trận tấn công Trân Châu Cảng, Sendai tham gia hộ tống các tàu vận tải vận chuyển Tập đoàn quân 25 Lục quân và Trung tướng Yamashita Tomoyuki xâm chiếm Malaya. Lúc 23 giờ 45 phút ngày 7 tháng 12 năm 1941, Sendai cùng các tàu khu trục Ayanami, Isonami, Shikinami và Uranami trong hải đội của nó mở cuộc bắn phá Kota Bharu, Malaya. Chúng bị bảy máy bay ném bom Lockheed Hudson của Không quân Hoàng gia Australia tấn công, đánh chìm một tàu vận tải và làm hư hại hai chiếc khác.
Ngày 9 tháng 12 năm 1941, tàu ngầm I-65 báo cáo trông thấy Lực lượng Z của Hải quân Hoàng gia Anh, bao gồm thiết giáp hạm Prince of Wales, tàu chiến-tuần dương Repulse và các tàu khu trục hộ tống. Bức điện báo cáo được Sendai bắt được, và được chuyển tiếp đến Phó Đô đốc Jisaburō Ozawa trên soái hạm Chokai của mình. Tuy nhiên, việc thu sóng vô tuyến quá kém và thông điệp phải mất thêm 90 phút để giải mã. Hơn nữa, báo cáo của I-65 không chính xác về hướng đi của Lực lượng Z. Ngày hôm sau, Lực lượng Z bị áp đảo bởi máy bay ném bom-ngư lôi thuộc Không đoàn 22 xuất phát từ Đông Dương, khi Prince of Wales và Repulse bị đánh chìm.
Ngày 19 tháng 12 năm 1941, ngoài khơi Kota Bahru, tàu ngầm O-20 thuộc Hải quân Hoàng gia Hà Lan trông thấy Sendai đang hộ tống Đoàn tàu vận tải Malaya thứ hai bao gồm 39 tàu vận tải. Lúc 11 giờ 15 phút, thủy phi cơ Kawanishi E7K2 "Alf" của Sendai đã phát hiện và ném bom O-20, đồng thời nó cũng bị các tàu khu trục Ayanami và Yugiri tấn công bằng thủy lôi. Đêm hôm đó O-20 phải nổi lên mặt nước để nạp điện các bình ắc-quy, và một ánh lửa từ ống xả của động cơ đã khiến nó bị lộ diện. O-20 bị Uranami đánh chìm.
Sendai thực hiện thêm ba chuyến đi hộ tống các đoàn tàu vận chuyển lực lượng đến Malay vào cuối tháng 12 năm 1941 và tháng 1 năm 1942. Trong chuyến đi thứ tư vào ngày 10 tháng 1 năm 1942, tàu ngầm Mỹ Seadragon phát hiện ra đoàn tàu và đã bắn hai quả ngư lôi vào chiếc tàu vận chuyển sau cùng, nhưng tất cả đều bị trượt. Trong chuyến đi thứ năm vào ngày 26 tháng 1, Sendai và đoàn tàu của nó bị Thanet và Vampire tấn công ở vị trí 150 km (80 hải lý) về phía Bắc Singapore trong trận chiến ngoài khơi Endau. Các quả ngư lôi phóng từ các tàu chiến Đồng Minh đều bị trượt, và các tàu khu trục Shirayuki và Sendai phản công bằng hỏa lực hải pháo 102 mm (4 inch). Thanet bị đánh chìm, trong khi Vampire không bị hư hại và thoát được về Singapore.
Từ tháng 2 đến tháng 3, Sendai được gaio nhiệm vụ bảo vệ cho các cuộc đổ bộ lực lượng Nhật Bản lên Sumatra, và truy quét các tuyến đường biển cùng eo biển Malacca để tiêu diệt các tàu bè Anh và Hà Lan rút lui từ Singapore. Vào cuối tháng 3, Sendai hỗ trợ cho việc đổ bộ một tiểu đoàn của Sư đoàn 18 Lục quân xuống Port Blair thuộc quần đảo Andaman. Đến cuối tháng 4, Sendai quay về Sasebo, Nagasaki để sửa chữa.

### Trận Midway
Ngày 29 tháng 5 năm 1942, Sendai khởi hành cùng với lực lượng chính của Hạm đội Liên Hợp tham gia trận Midway. Lực lượng này ở cách 1.100 km (600 hải lý) phía sau Lực lượng Tấn công Tàu sân bay của Phó Đô đốc Nagumo Chuichi nên đã không đụng độ với lực lượng Mỹ. Sendai quay trở về Kure, Hiroshima ngày 14 tháng 6 năm 1942.

### Chiến dịch Quần đảo Solomon
Vào ngày 15 tháng 7 năm 1942, Hải đội Khu trục 3 được tái bố trí cho Lực lượng Tây Nam nhằm hỗ trợ các hoạt động tại Miến Điện và Ấn Độ Dương, đi đến Mergui thuộc Burma vào ngày 31 tháng 7. Tuy nhiên, với việc lực lượng Đồng Minh đổ bộ lên Guadalcanal, các kế hoạch hoạt động tại Ấn Độ Dương bị hủy bỏ, và thay vào đó Sendai được gửi đến Makassar, Davao và Truk để hộ tống các đoàn tàu vận chuyển binh lính đến Rabaul, New Britain và Shortland thuộc Bougainville. Vào ngày 8 tháng 9, Sendai nả pháo xuống Tulagi, và vào ngày 12 tháng 9, nó cùng các tàu khu trục Shikinami, Fubuki và Suzukaze bắn phá sân bay Henderson tại Guadalcanal. Sendai tiếp tục có mặt trong các hoạt động tại quần đảo Solomon cho đến tháng 11 năm 1942, tham gia trong cả trận Hải chiến Guadalcanal thứ nhất nơi nó tham gia lực lượng hỗ trợ từ xa, lẫn trận thứ hai khi nó chịu đựng hải pháo 406 mm (16 inch) từ dàn pháo chính của thiết giáp hạm Washington, nhưng đã thoát được mà không bị hư hại.
Ngày 25 tháng 2 năm 1943, Sendai được bố trí về Hạm đội 8 tại Rabaul dưới quyền chỉ huy của Phó Đô đốc Gunichi Mikawa, và nó tuần tra chung quanh Rabaul cho đến hết tháng 4. Quay trở về Sasebo vào tháng 5, Sendai được sửa chữa và cải biến. Tháp pháo 140 mm (5,5 inch) số 5 được tháo dỡ, và được trang bị hai khẩu đội pháo phòng không 25 mm Kiểu 96 ba nòng cùng một bộ radar Kiểu 21. Công việc sửa chữa hoàn tất vào ngày 25 tháng 6 năm 1943 và Sendai quay trở lại Truk vào ngày 5 tháng 7. Ngày 7 tháng 7, Chuẩn Đô đốc Nam tước Matsuji Ijuin tiếp nhận quyền chỉ huy Hải đội Khu trục 3. Trong ba tháng tiếp theo sau, Sendai hoạt động ngoài khơi Rabaul bảo vệ các đoàn tàu vận tải tăng cường đến Buin và Shortland.
Vào ngày 18 tháng 7 năm 1943, ngoài khơi Kolombangara, hải đội bị các máy bay ném bom-ngư lôi Grumman TBM Avenger của Thủy quân Lục chiến đặt căn cứ tại Guadalcanal tấn công, và hai ngày sau bởi máy bay ném bom North American B-25 Mitchell nhưng không bị hư hại. Sendai cũng tránh được một cuộc ném bom khác bởi một chiếc Consolidated B-24 Liberator vào ngày 1 tháng 11 năm 1943.
Ngày hôm sau 2 tháng 11 năm 1943, trong trận chiến vịnh Nữ hoàng Augusta, hạm đội Nhật Bản dự định tăng cường cho Bougainville bị đánh chặn bởi Lực lượng Đặc nhiệm 39 Mỹ với các tàu tuần dương hạng nhẹ Cleveland, Columbia, Montpelier và Denver cùng các tàu khu trục Stanly, Charles Ausburne, Claxton, Dyson, Converse, Foote, Spence và Thatcher. Lực lượng Nhật Bản bao gồm các tàu tuần dương Myoko, Haguro, Sendai và Agano cùng các tàu khu trục Shigure, Samidare, Shiratsuyu, Naganami, Wakatsuki, Hatsukaze, Amagiri, Yūnagi, Uzuki và Fuzuki.
Shigure nhìn thấy các tàu khu trục Mỹ ở khoảng cách 6.750 m (7.500 yard) và đã ngoặt gấp về mạn trái và phóng ra tám quả ngư lôi. Sendai cũng ngoặt sang mạn trái nhưng phải lách qua Shigure, tránh một cú va chạm gần như hiển nhiên. Cả bốn chiếc tàu tuần dương đều nhắm vào Sendai bằng các khẩu pháo 152 mm (6 inch) điều khiển bằng radar, bắn trúng nó ngay loạt đạn đầu tiên và làm nó bốc cháy. Sendai chìm sáng hôm sau ở tọa độ 06°10′N 154°20′Đ / 6,167°N 154,333°Đ. Thuyền trưởng Shoji và 184 thành viên thủy thủ đoàn đi theo con tàu, nhưng có 236 người khác còn sống sót được các tàu khu trục vớt lên. Đến ngày 3 tháng 11 năm 1943, Đô đốc Ijuin cùng 75 người khác sống sót từ Sendai được cứu bởi tàu ngầm Nhật RO-104.
Sendai được rút khỏi danh sách Đăng bạ Hải quân vào ngày 5 tháng 1 năm 1944.

## Danh sách thuyền trưởng
- Kizo Isumi (sĩ quan trang bị trưởng): 1 tháng 12 năm 1923 - 29 tháng 4 năm 1924
- Kizo Isumi: 29 tháng 4 năm 1924 - 1 tháng 12 năm 1924
- Kiyohiro Ijichi: 1 tháng 12 năm 1924 - 2 tháng 7 năm 1925
- Shikai Nakahara: 2 tháng 7 năm 1925 - 1 tháng 11 năm 1926
- Tatsuo Sagara: 1 tháng 11 năm 1926 - 21 tháng 12 năm 1927
- Jiro Ban: 21 tháng 12 năm 1927 - 15 tháng 3 năm 1928
- Kasumi Masaki: 15 tháng 3 năm 1928 - 10 tháng 12 năm 1928
- Senzo Wada: 10 tháng 12 năm 1928 - 1 tháng 5 năm 1929
- Noboru Osamu: 1 tháng 5 năm 1929 - 30 tháng 11 năm 1929
- Taichi Miki: 30 tháng 11 năm 1929 - 1 tháng 12 năm 1930
- Kaneji Kishimoto: 1 tháng 12 năm 1930 - 14 tháng 9 năm 1931
- Terumichi Goto: 14 tháng 9 năm 1931 - 1 tháng 12 năm 1932
- Takeo Takasaki: 1 tháng 12 năm 1932 - 15 tháng 11 năm 1933
- Kozo Suzukida: 15 tháng 11 năm 1933 - 4 tháng 7 năm 1934
- Tsunemitsu Yoshida: 4 tháng 7 năm 1934 - 1 tháng 11 năm 1934
- Kazuo Nakamura: 1 tháng 11 năm 1934 - 15 tháng 11 năm 1935
- Torahiko Nakajima: 15 tháng 11 năm 1935 - 1 tháng 12 năm 1936
- Masao Yamamoto: 1 tháng 12 năm 1936 - 1 tháng 12 năm 1937
- Susumu Kimura: 1 tháng 12 năm 1937 - 15 tháng 12 năm 1938
- Shunji Izaki: 15 tháng 12 năm 1938 - 15 tháng 11 năm 1939
- Sojiro Hisamune: 15 tháng 11 năm 1939 - 15 tháng 7 năm 1940
- Toshio Shimazaki: 15 tháng 7 năm 1940 - 25 tháng 4 năm 1942
- Nobue Morishita: 25 tháng 4 năm 1942 - 20 tháng 5 năm 1943
- Kiichiro Shoji: 20 tháng 5 năm 1943 - 2 tháng 11 năm 1943 (tử trận, được truy thăng Chuẩn Đô đốc)